# Championnats d'Europe de cyclisme sur route 2014
Navigation
Édition précédente Édition suivante
Les Championnats d'Europe de cyclisme sur route 2014 se sont déroulés du 10 au 13 juillet 2014, à Nyon en Suisse.

## Compétitions
| Jeudi 10 juillet - 9 h 15 Femmes - moins de 23 ans, 26,9 km - 14 h 00 Hommes - Juniors, 26,9 km Vendredi 11 juillet - 9 h 30 Femmes - Juniors, 13,4 km - 14 h 00 Hommes - moins de 23 ans, 26,9 km | Samedi 12 juillet - 8 h 30 Femmes - moins de 23 ans, 129,6 km - 14 h 15 Hommes - Juniors, 129,6 km Dimanche 13 juillet - 8 h 30 Femmes - Juniors, 86,4 km - 13 h 00 Hommes - moins de 23 ans, 172,8 km |

## Résultats
| Compétitions             | Or                         | Temps           | Argent                    | Temps  | Bronze                      | Temps  |
| Hommes - moins de 23 ans |                            |                 |                           |        |                             |        |
| Course en ligne          | Stefan Küng Suisse         | 4 h 16 min 05 s | Iuri Filosi Italie        | m.t    | Anthony Turgis France       | m.t    |
| Contre-la-montre         | Stefan Küng Suisse         | 33 min 55 s     | Davide Martinelli Italie  | + 24 s | Alexander Evtushenko Russie | + 46 s |
| Hommes - Juniors         |                            |                 |                           |        |                             |        |
| Course en ligne          | Edoardo Affini Italie      | 3 h 09 min 38 s | Jordi Warlop Belgique     | + 0 s  | Pierre Idjouadiene France   | + 2 s  |
| Contre-la-montre         | Lennard Kämna Allemagne    | 35 min 35 s     | Corentin Ermenault France | + 27 s | Tobias Foss Norvège         | + 36 s |
| Femmes - moins de 23 ans |                            |                 |                           |        |                             |        |
| Course en ligne          | Sabrina Stultiens Pays-Bas | 3 h 32 min 35 s | Elena Cecchini Italie     | m.t    | Annabelle Dreville France   | m.t    |
| Contre-la-montre         | Mieke Kröger Allemagne     | 40 min 17 s     | Séverine Eraud France     | + 3 s  | Ramona Forchini Suisse      | + 4 s  |
| Femmes - Juniors         |                            |                 |                           |        |                             |        |
| Course en ligne          | Sofia Bertizzolo Italie    | 2 h 23 min 17 s | Nicole Koller Suisse      | + 1 s  | Daria Egorova Russie        | + 1 s  |
| Contre-la-montre         | Aafke Soet Pays-Bas        | 20 min 17 s     | Alice Gasparini Italie    | + 5 s  | Greta Richioud France       | + 11 s |

## Tableau des médailles
| Rang  | Nation    | Or | Argent | Bronze | Total |
| ----- | --------- | -- | ------ | ------ | ----- |
| 1     | Italie    | 2  | 4      | 0      | 6     |
| 2     | Suisse    | 2  | 1      | 1      | 4     |
| 3     | Allemagne | 2  | 0      | 0      | 2     |
| 3     | Pays-Bas  | 2  | 0      | 0      | 2     |
| 5     | France    | 0  | 2      | 4      | 6     |
| 6     | Belgique  | 0  | 1      | 0      | 1     |
| 7     | Russie    | 0  | 0      | 2      | 2     |
| 8     | Norvège   | 0  | 0      | 1      | 1     |
| Total | Total     | 8  | 8      | 8      | 24    |